# Lenny Nangis
Lenny Nangis (Basse-Terre, 24 de marzo de 1994) es un futbolista francés que juega en la posición de delantero y desde 2025 milita en el F. C. Ashdod de la Liga Premier de Israel.

## Trayectoria

### Clubes
Nangis nació el 24 de marzo de 1994 en la comuna de Basse-Terre, en el departamento de Guadalupe. A pesar de estar bajo el interés del Manchester United, en agosto de 2011 firmó su primer contrato profesional con el S. M. Cen por tres años. En octubre de 2015, firmó por cuatro años con el Lille O. S. C. En julio de 2016, fue transferido en calidad de cedido por una temporada al S. C. Bastia. En 2017, un día después de rescindir su contrato con el Lille O. S. C., fichó por el Valenciennes F. C. por tres años. En junio de 2018 firmó por dos temporadas con el Levadiakos de Grecia. Al año siguiente se marchó a Noruega para jugar en el Sarpsborg 08 FF y en julio de 2020 se unió al RWDM. Posteriormente regresó a Francia, donde jugó para el A. S. Nancy-Lorraine y el París 13 Atlético. En 2025 se marchó a Israel, país en el que compitió con el Bnei Sakhnin y el F. C. Ashdod.

### Selección nacional
Nangis jugó once partidos con la selección francesa sub-16 y marcó seis goles. Con la categoría sub-17, disputó la Copa del Mundo de 2011, donde le anotó un tanto a Costa de Marfil en los octavos de final. Sin embargo, en este mismo encuentro simuló una falta y, al ya estar amonestado, fue expulsado. La selección francesa fue eliminada en los cuartos de final por México, que los derrotó por 2:1. En veinte partidos con el seleccionado sub-17, Nangis marcó nueve goles. Con la selección sub-18, jugó cinco encuentros y anotó un tanto, mientras que con la sub-19 jugó catorce y solo marcó un tanto. De igual manera, con la selección francesa sub-20 disputó diez partidos, en los que anotó dos goles.

## Estadísticas
La siguiente tabla detalla los encuentros disputados y los goles marcados por Nangis en los clubes en los que ha militado.
| Club | Div.          | Temporada     | Liga  | Liga  | Liga   | Copas nacionales(1) | Copas nacionales(1) | Copas nacionales(1) | Torneos | Torneos | Torneos | Total(2) | Total(2) | Total(2) |
| Club | Div.          | Temporada     | Part. | Goles | Asist. | Part.               | Goles               | Asist.              | Part.   | Goles   | Asist.  | Part.    | Goles    | Asist.   |
| --- | ------------- | ------------- | ----- | ----- | ------ | ------------------- | ------------------- | ------------------- | ------- | ------- | ------- | -------- | -------- | -------- |
| S. M. Caen Francia                                                                                               | 1.ª           | 2011-12       | 11    | 1     | 0      | 3                   | 0                   | 0                   | 0       | 0       | 0       | 14       | 1        | 0        |
| S. M. Caen Francia                                                                                               | 2.ª           | 2012-13       | 8     | 1     | 0      | 0                   | 0                   | 0                   | 0       | 0       | 0       | 8        | 1        | 0        |
| S. M. Caen Francia                                                                                               | 2.ª           | 2013-14       | 20    | 1     | 1      | 6                   | 1                   | 0                   | 0       | 0       | 0       | 26       | 2        | 1        |
| S. M. Caen Francia                                                                                               | 1.ª           | 2014-15       | 34    | 4     | 1      | 3                   | 0                   | 0                   | 0       | 0       | 0       | 37       | 4        | 1        |
| S. M. Caen Francia                                                                                               | 1.ª           | 2015-16       | 3     | 0     | 0      | 0                   | 0                   | 0                   | 0       | 0       | 0       | 3        | 0        | 0        |
| S. M. Caen Francia                                                                                               | Total club    | Total club    | 76    | 7     | 2      | 12                  | 1                   | 0                   | 0       | 0       | 0       | 88       | 8        | 2        |
| Lille O. S. C. Francia                                                                                           | 1.ª           | 2015-16       | 11    | 0     | 2      | 3                   | 0                   | 0                   | 0       | 0       | 0       | 14       | 0        | 2        |
| Lille O. S. C. Francia                                                                                           | Total club    | Total club    | 11    | 0     | 2      | 3                   | 0                   | 0                   | 0       | 0       | 0       | 14       | 0        | 2        |
| S. C. Bastia Francia                                                                                             | 1.ª           | 2016-17       | 30    | 0     | 2      | 2                   | 0                   | 0                   | 0       | 0       | 0       | 32       | 0        | 2        |
| S. C. Bastia Francia                                                                                             | Total club    | Total club    | 30    | 0     | 2      | 2                   | 0                   | 0                   | 0       | 0       | 0       | 32       | 0        | 2        |
| Valenciennes F. C. Francia                                                                                       | 2.ª           | 2017-18       | 22    | 0     | 4      | 1                   | 1                   | 0                   | 0       | 0       | 0       | 23       | 1        | 4        |
| Valenciennes F. C. Francia                                                                                       | Total club    | Total club    | 22    | 0     | 4      | 1                   | 1                   | 0                   | 0       | 0       | 0       | 23       | 1        | 4        |
| Total carrera | Total carrera | Total carrera | 139   | 7     | 10     | 18                  | 2                   | 0                   | 0       | 0       | 0       | 157      | 9        | 10       |
| (1) Incluye datos de la Copa de Francia y Copa de la Liga de Francia (2) No incluye goles en partidos amistosos. |               |               |       |       |        |                     |                     |                     |         |         |         |          |          |          |